# Embiidae
Embiidae es una familia de insectos en el orden Embioptera. Existen más de 20 géneros y 80 especies descriptas en Embiidae.

## Géneros
Estos 23 géneros pertenecen a la familia Embiidae:
- Acrosembia Ross, 2006
- Apterembia Ross, 1957
- Arabembia Ross, 1981
- Berlandembia Davis, 1940
- Chirembia Davis, 1940
- Cleomia Stefani, 1953
- Dihybocercus Enderlein, 1912
- Dinembia Davis, 1939
- Donaconethis Enderlein, 1909
- Embia Latreille, 1829
- Enveja Navás, 1916
- Leptembia Krauss, 1911
- Machadoembia Ross, 1952
- Macrembia Davis, 1940
- Metembia Davis, 1939
- Odontembia Davis, 1939
- Oedembia Ross, 2007
- Parachirembia Davis, 1940
- Parembia Davis, 1939
- Parthenembia Ross, 1960
- Pseudembia Davis, 1939
- † Electroembia Ross, 1956
- † Lithembia Ross, 1984